# Ger (Hautes-Pyrénées)
Ger település Franciaországban, Hautes-Pyrénées megyében. Lakosainak száma 158 fő (2022. január 1.). Ger Lugagnan, Agos-Vidalos, Berbérust-Lias, Geu, Saint-Créac és Viger községekkel határos.

## Népesség
A település népességének változása:
| Lakosok száma | 190  | 179  | 178  | 156  | 155  | 155  | 154  | 156  | 158  |
|               | 2013 | 2015 | 2016 | 2017 | 2018 | 2019 | 2020 | 2021 | 2022 |